# Église Saint-Pierre de Montlevicq
Pour les articles homonymes, voir Église Saint-Pierre et Saint Pierre.
L'église Saint-Pierre de Montlevicq est une église catholique française. Elle est située sur le territoire de la commune de Montlevicq, dans le département de l'Indre, en région Centre-Val de Loire.

## Situation
L'église se trouve dans la commune de Montlevicq, au sud-est du département de l'Indre, en région Centre-Val de Loire. Elle est située dans la région naturelle du Boischaut Sud. L'église dépend de l'archidiocèse de Bourges, du doyenné du Boischaut Sud et de la paroisse de La Châtre.

## Histoire
L'église fut construite au XIIe siècle. L'édifice est inscrit au titre des monuments historiques, le 11 octobre 1930.

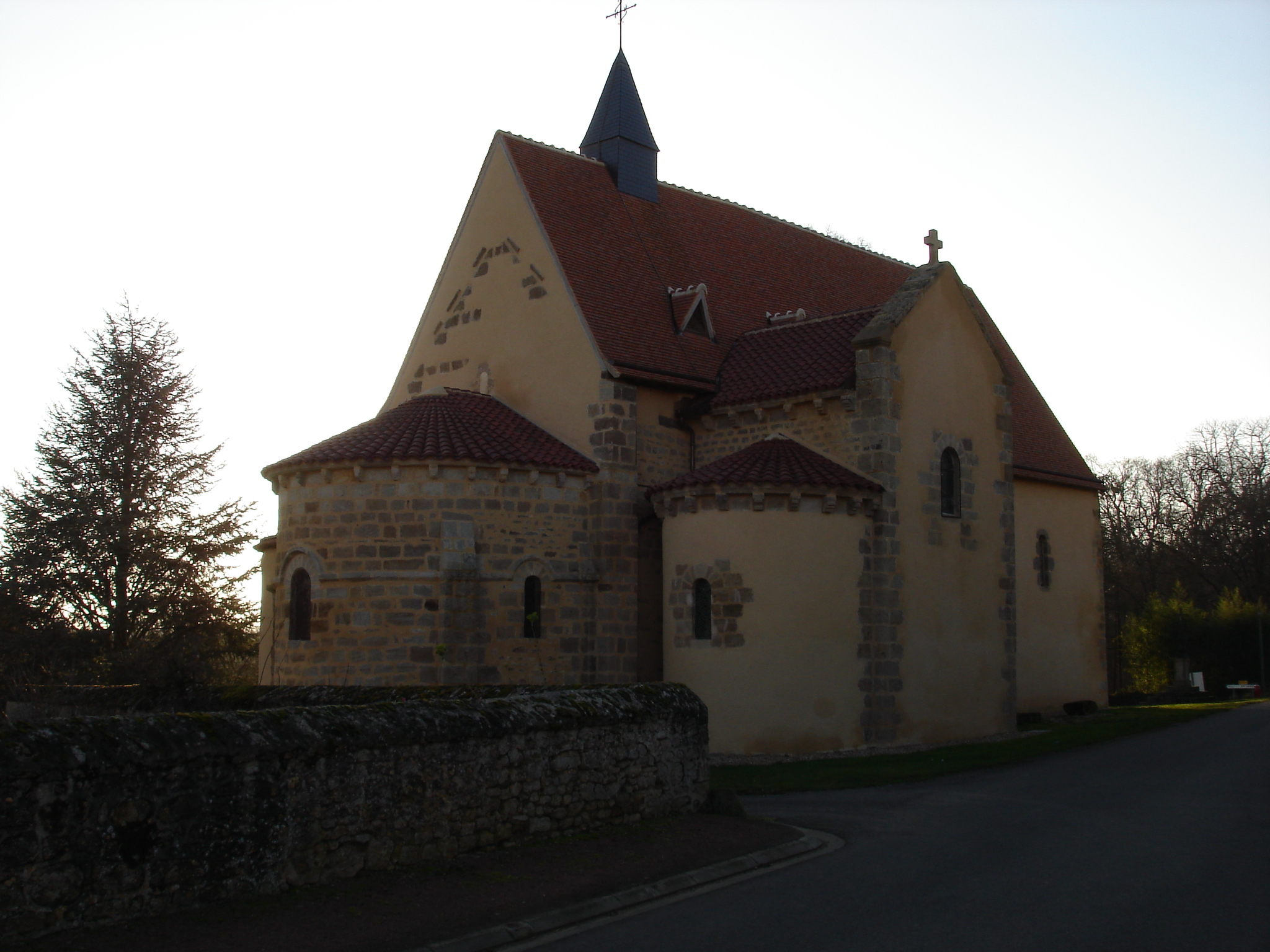
L'église Saint-Pierre, en 2012.